# East Capital
East Capital este o societate independentă de administrare a fondurilor deschise de investiții, specializată în piețele est europene de capital, cu active nete de peste 3,8 miliarde euro.
Sediul central al companiei se află în Suedia, la Stockholm, iar birourile regionale sunt locate în Tallinn, Moscova, Oslo și Hong Kong.
East Capital administrează fondurile East Capital Baltic Fund, East Capital Eastern European Fund, East Capital Global Frontier Markets Fund..

## East Capital în România
Compania este prezentă și în România prin fondurile East Capital Balkan Fund, investiții pe piața românească de capital și East Capital Eastern European Fund,  investiții în România.
Fondul Proprietatea.
East Capital administrează în România active totale de peste 250 milioane dolari, iar principalele plasamente sunt în acțiunile Petrom, Impact Developer & Contractor, THR Marea-Neagră, precum și la societățile de investiții finaciare (SIF), la care are dețineri de 1%.